# Odontopera clausa
Odontopera clausa är en fjärilsart som beskrevs av Barend J. Lempke 1951. Odontopera clausa ingår i släktet Odontopera och familjen mätare. Inga underarter finns listade i Catalogue of Life.